# Élection présidentielle taïwanaise de 2004
 (mars 2009).
Si vous disposez d'ouvrages ou d'articles de référence ou si vous connaissez des sites web de qualité traitant du thème abordé ici, merci de compléter l'article en donnant les références utiles à sa vérifiabilité et en les liant à la section « Notes et références ».
L'élection présidentielle taïwanaise de 2004 s'est déroulée en république de Chine (Taïwan) le 20 mars 2004.

## Résultats
| Président                       | Président                       | Vice président                  | Parti                           | Voix       | %      |
| ------------------------------- | ------------------------------- | ------------------------------- | ------------------------------- | ---------- | ------ |
|                                 | Chen Shui-bian                  | Annette Lu                      | Parti démocrate progressiste    | 6 446 900  | 50,11  |
|                                 | Lien Chan                       | James Soong                     | Kuomintang et Qinmindang        | 6 423 906  | 49,89  |
| Total (participation : 80,28 %) | Total (participation : 80,28 %) | Total (participation : 80,28 %) | Total (participation : 80,28 %) | 12 914 422 | 100,00 |

## Conséquences
l'élection a été vivement contestée par l'opposition, qui a organisé en riposte une manifestation d'une certaine ampleur (20 000 personnes selon les estimations) devant le siège de la présidence de la République.
Selon les résultats officiels publiés le jour même, le président sortant, Chen Shui-bian 陈水扁 (indépendantiste), aurait été réélu de justesse, obtenant 6 471 970 voix (50,11 % des suffrages exprimés), avec seulement 29 158 voix d'avance sur son concurrent Lien Chan  连战 (nationaliste), qui aurait obtenu 6 442 542 voix (49,88 %). On compterait en outre 337 297 bulletins blancs et nuls, soit un chiffre nettement plus élevé que celui qui avait été constaté lors de la dernière élection présidentielle en 2000.
Le candidat battu a aussitôt décidé de contester le résultat du scrutin devant la Haute Cour de Taiwan, réclamant un nouveau décompte des bulletins. La Haute Cour lui a partiellement donné raison en ordonnant la mise sous scellés de toutes les urnes, sans toutefois se prononcer explicitement en faveur d'un nouveau décompte des bulletins.
Il faut noter, parallèlement à ces événements, qu'un attentat avait visé le président sortant à la veille du scrutin. Chen Shui-bian avait été blessé par balle, légèrement toutefois. Mais le candidat battu laisse entendre que cet incident, par un réflexe émotionnel, a pu peser sur l'issue du scrutin de samedi.
D'autre part, un référendum était organisé en même temps que l'élection présidentielle, mais son résultat, faute d'une participation électorale suffisante, s'est trouvé invalidé, ce qui constitue un échec pour le pouvoir en place.
Les dirigeants de l'opposition ont organisé, dans la nuit du samedi au dimanche une marche de protestation en direction du palais présidentiel, devant lequel ils ont improvisé un sit-in qui, selon les observateurs, aurait réuni 20 000 personnes, faisant face à d'importantes forces de sécurité.
Parallèlement, d'autres manifestations étaient organisées dans diverses villes de province, et un certain nombre d'incidents ont éclaté, en dépit des incitations au calme lancées par les dirigeants de l'opposition.
Un nouveau décompte a été fait, donnant un résultat quelque peu différent, sans remettre en cause la victoire du président sortant.